# San Marino nos Jogos Olímpicos de Verão de 1996
San Marino participou dos Jogos Olímpicos de Verão de 1996 em Atlanta, Estados Unidos.